# Никольский, Александр Александрович (биолог)
Никольский, Александр Александрович (р. 25 мая 1939, Москва) — профессор, доктор биологических наук, деятель заповедного дела. Член Комиссии по особо охраняемым территориям при Международном союзе охраны природы (МСОП). Член Бюро Комиссии по изучению сурков Териологического общества РАН. Более 10 лет состоял членом экспертного совета по биологическим наукам при Высшей аттестационной комиссии (ВАК) РФ.

## Биография
В 1967 году окончил кафедру зоологии позвоночных биологического факультета МГУ им. М.В. Ломоносова.
В 1967—1970 годах учился в аспирантуре на кафедре зоологии позвоночных МГУ им. М. В. Ломоносова под руководством профессора Н. П. Наумова — одного из ведущих советских экологов второй половины прошлого столетия и автора концепции биологического сигнального поля, которой и посвящена в большой степени дальнейшая научная деятельность А. А. Никольского. По окончании аспирантуры остался работать на кафедре зоологии позвоночных биологического факультета МГУ в должности младшего (затем — старшего и ведущего) научного сотрудника. В 1971 году защитил кандидатскую диссертацию на тему «Дистантная звуковая сигнализация дневных грызунов открытых пространств», в 1982 — докторскую диссертацию на тему «Звуковые сигналы млекопитающих в эволюционном процессе» (в 1984 году вышла монография ученого по результатам этого исследования).
В 1989 году ушёл из МГУ на должность начальника Главного управления заповедного дела Госкомприроды СССР, по приглашению министра природопользования и охраны окружающей среды СССР Н. Н. Воронцова. Занимал эту должность до 1992 года. 22 марта 1990 года избран народным депутатом СССР от научных обществ и ассоциаций при АН СССР на место, освободившееся при переходе Н. Н. Воронцова на административную работу. В этот период был членом Комитета по экологии (1989—1992) и региональным лидером Региона СССР (Северная Евразия) Комиссии по особо охраняемым территориям при Международном союзе охраны природы (МСОП) (1990—1992). Членом Комиссии по особо охраняемым территориям при МСОП остается по настоящее время. Как Народный депутат СССР выступал против развала Советского Союза.
В 1992 году А. А. Никольскому предложили должность профессора на создающемся в Российском университете дружбы народов экологическом факультете, где учёный и работал профессором кафедры системной экологии. 30 июня 2021 года уволен в связи с реорганизацией экологического факультета в Институт экологии.

## Научная деятельность
Научные интересы А. А. Никольского — экология и биокоммуникации млекопитающих, охрана окружающей природной среды. Более частные вопросы: ключевые экологические факторы, структура популяций, акустическая коммуникация млекопитающих, биологическое сигнальное поле; особо охраняемые природные территории, гуманитарные аспекты охраны окружающей природной среды, история экологии.
А. А. Никольский — инициатор полевых исследований акустической коммуникации млекопитающих. Весомым вкладом его в изучение биокоммуникации животных является фонотека звуковых сигналов млекопитающих, собранная им в полевых экспедиционных условиях на огромном пространстве бывшего Советского Союза и других стран. Анализ этой уникальной коллекции позволил исследовать видовую специфику вокальной активности млекопитающих, географическую изменчивость, тонкую акустическую структуру звуковых сигналов, посредством которой животные кодируют разнообразную информацию. Уже в 1984 году было собрано не меньше 34 записей самых разных животных — например, алтайская пищуха, монгольская пищуха, камчатский сурок, азиатский длиннохвостый суслик, даурский суслик, сайгак и других. Множество публикаций и выступлений на конференциях с тех пор посвящены теме акустической коммуникации млекопитающих. Не остаются без внимания и другие аспекты жизни млекопитающих; так, одно из последних исследований посвящено влиянию глубины нор животных на их образ жизни. В 1994 году А. А. Никольский был награждён золотой медалью Альпийского зоопарка (Инсбрук, Австрия) за вклад в изучение горных млекопитающих.
В сентябре 2017 г. Александр Александрович принял участие в работе Всеукраинской зоологической конференции «Фауна Украины на рубеже XX—XXI веков» с пленарным докладом «Признаки дрейфа генов в периферической популяции степного сурка (Marmota bobak) в Харьковской области: биоакустический анализ». На этой многочисленной и блестяще организованной конференции А. А. Никольский был единственным представителем от России, несмотря на традиционное, многолетнее и продуктивное сотрудничество российских и украинских зоологов. Своим участием в Конференции, проходившей в Харьковском национальном университете им. Каразина, Александр Александрович продемонстрировал достойный пример народной дипломатии.
По выражению коллег из Комиссии по изучению сурков Териологического общества РАН, А. А. Никольский — «один из самых уважаемых специалистов по суркам». Выступал в качестве приглашенного докладчика на Международных конференциях по суркам, в частности — седьмой, проходившей в августе 2018 г. в Монголии.
А. А. Никольский — приверженец этики благоговения перед жизнью Альберта Швейцера, активный сторонник заповедной деятельности и науки и ярый противник любительской охоты. Зато фотоохота — его «конёк», время от времени он устраивает персональные фотовыставки с фотографиями, привезенным из экспедиций.

## Избранные публикации
- Никольский А. А. Звуковые сигналы млекопитающих в эволюционном процессе. — М.: Академия наук СССР, Московское общество испытателей природы, 1984. — 201 с.
- Никольский А. А., Фроммольт К.-Х. Звуковая активность волка. — М.: Издательство МГУ, 1989. — 126 с.
- Никольский А. А. Экологическая биоакустика млекопитающих. — М.: Изд-во МГУ, 1992. — 120 с. с.
- Никольский А. А. Великие идеи великих экологов: история ключевых концепций в экологии. — М.: Геос, 2014. — 190 с. с.
- Никольский П. А., Сотникова М. В., Никольский А. А., Питулько В. В. Взаимоотношения волка и человека в арктической Сибири 30 000 лет назад по материалам Янской археологической стоянки: ранняя стадия одомашнивания (англ.) // Stratum plus: Archaeology and Cultural Anthropology. — 2018. — No. № 1. — P. 231—262.
- Никольский А. А. Две модели зависимости частоты звукового сигнала от размеров тела животного на примере сусликов Евразии (Mammalia, Rodentia) // Доклады Академии наук. — 2017. — Т. 477, № 3. — С. 375—379.
- Никольский А. А. Выдающийся российский эколог Николай Павлович Наумов // Вестник Российского университета дружбы народов. Серия: Экология и безопасность жизнедеятельности. — 2017. — Т. 25, № 4. — С. 585—594.
- Беловежец К. И., Никольский А. А. Ландшафт как фактор температурного режима нор млекопитающих // Вестник ИрГСХА. — 2017. — № 82. — С. 34—39.
- Никольский А. А. Что полезно знать министру // Актуальные проблемы экологии и природопользования. Сборник научных трудов XVIII Всероссийской научно-практической конференции. — М.: РУДН, 2017. — С. 284—289.
- Ванисова Е. А., Горяинов С. В., Никольский А. А., Нифтуллаев Ф. Ю., Сорока О. В., Калабин Г. А. Химическая структура биологического сигнального поля степного сурка (Marmota bobak) // Вестник Российского университета дружбы народов. Серия: Экология и безопасность жизнедеятельности. — 2016. — № 3. — С. 16—25.
- Никольский А. А., Румянцев В. Ю. Дихотомия звукового поля сурков Евразии // Прошлое, настоящее и будущее сурков Евразии Сборник научных трудов. Комиссия по изучению сурков ТО РАН. — Москва, 2015. — С. 29—41.
- Nikol’skii A.A., Vanisova E., Mikodina E.V., Ramousse R. Pieter Bruegel the Elder — Author of the First Graphic Food-Cains Scheme (англ.) // Bulletin Mensuel de la Societe Linneenne de Lyon. — 2017. — Vol. 86, no. 9—10. — P. 293—300.
- Nikol’skii A.A., Chi W., Vanisova E.A., Lisitsyna T.Y. Amplitude Modulation as a Source of Low Frequency Faciliating the Propagation of Marmot (Mammala, Rodentia) Vocal Signals in Burrows (англ.) // Doklady Biological Sciences. — 2015. — Vol. 463, no. 1. — P. 193—199.
- Nikol’skii A.A. Ecological Inheritance in the Biological Signal Field of Mammals (англ.) // Russian Journal of Ecology. — 2014. — Vol. 45, no. 1. — P. 76—79.
- E. A. Vanisova, A. A. Nikol’skii. Biological signaling field in mammals (for 110th Anniversary of Professor N.P. Naumov) (англ.) // Biology Bulletin Reviews. — 2013. — September (vol. 3, no. 5). — P. 335—346.
- A. A. Nikol’skii, V. Yu. Rumiantsev. Center of species diversity of Eurasian marmots (Marmota, Rodentia) in an epi-platformal orogeny area (англ.) // Doklady Biological Sciences. — 2012. — July (vol. 445, iss. 1). — P. 261—264. — ISSN 1608-3105 0012-4966, 1608-3105. — doi:10.1134/s0012496612040151. Архивировано 4 июня 2018 года.
- K. I. Belovezhets, A. A. Nikol’skii. Temperature regime in burrows of ground squirrels (Marmotinae) during winter hibernation (англ.) // Russian Journal of Ecology. — 2012-03. — Vol. 43, iss. 2. — P. 155—161. — ISSN 1608-3334 1067-4136, 1608-3334. — doi:10.1134/s106741361202004x. Архивировано 5 июня 2018 года.
- Alexander Nikol'skii. The hibernation temperature niche of the steppe marmot Marmota bobak Müller 1776 // Ethology Ecology & Evolution. — 2010-05-19. — Т. July 2009. — С. 393—401. — doi:10.1080/08927014.2009.9522494.